# Licz

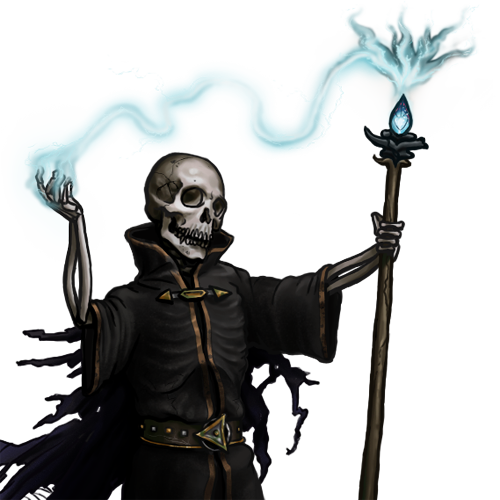
Licz w grze Battle for Wesnoth

Licz (ang. lich) lub lisz – rodzaj nieumarłego w grach i literaturze fantasy, posiadający własną wolę i znaczną moc magiczną.
Licz powstaje poprzez rytuał przeprowadzony przez nekromantę w celu osiągnięcia nieśmiertelności. W procesie tym dusza nekromanty zaklęta zostaje w odpowiednim pojemniku (zwanym relikwiarzem, „naczyniem duszy” lub filakterium), a sam nekromanta umiera, stając się nieumarłym. Rytuał ten są w stanie przeprowadzić jedynie najpotężniejsi nekromanci. Licza unicestwić można jedynie poprzez zniszczenie filakterium, gdyż nawet po kompletnym zniszczeniu jego ciała licz jest w stanie odtworzyć swoją postać.
Licze najczęściej przedstawiani są jako szkielety, niekiedy mające na swoim ciele ścięgna i resztki mięśni, czy świecące punkty w oczodołach zastępujące oczy.
Nazwa ta po raz pierwszy pojawiła się w grze Dungeons & Dragons, później zaś zapożyczona została przez książki fantasy i inne gry, takie jak Warhammer Fantasy, Might and Magic, Warcraft, Disciples czy Mad Dragon Defender.

## Etymologia
Lich lub lych jest angielskim archaizmem oznaczającym „truchło”, który zachował się w określeniu lych-gate używanym do nazwania zadaszonego przejścia na teren kościoła, w którym stać może trumna podczas wstępu do ceremonii pogrzebowej

## Polskie nazewnictwo
Słowo „licz” (z liczbą mnogą w formie „licze”) trafiło do języka polskiego w 1994 roku wraz z wydaniem przez wydawnictwo Mag podręcznika do pierwszej edycji Warhammer Fantasy Roleplay, w którego anglojęzycznej wersji miało formę liche. W tym samym roku ukazał się dodatek do gry zatytułowany Liczmistrz. W 1995 roku za sprawą TM-Semic wydano w Polsce Podręcznik gracza do drugiej edycji Advanced Dungeons & Dragons, w którym występowała forma „lich” (jako liczby mnogiej używano „lichowie”), przy czym należy ten wyraz czytać z głoską [x] na końcu (jak w słowie „chata”), nie jako [lʲit͡ʃ], jak sugerowałaby wymowa angielska. Rok później, bo w roku 1996, wydano także Księgę potworów będącą uzupełnieniem wspomnianego podręcznika. W niej liczbę mnogą zapisywano jako „lichy”. „Lich” nie przyjął się i nie był więcej nigdzie używany. 4 maja 1999 roku Mirage Media wydało grę Heroes of Might and Magic III, w której przekładzie stosowano tłumaczenie „licz”. Przygotowując przekład gry Icewind Dale, tłumacze zwrócili uwagę na fakt, że przez skojarzenia z liczeniem wiele osób wyśmiewa formę wprowadzoną przez wydawnictwo Mag w Warhammerze, a forma „lich” z podręcznika do Advanced Dungeons & Dragons brzmi jak licha, czyli duża liszka, toteż zaproponowano nowe tłumaczenie – „lisz”. Tym samym 12 września 2000 roku CD Projekt wydał grę, wprowadzając na rynek kolejne określenie nieumarłego stwora. Uznano je jednak za niedoskonałe, dlatego podczas prac nad tłumaczeniem Baldur's Gate II dyskutowano nad powrotem do „licza”. Mimo wszystko zdecydowano się na spójność z wcześniej wydaną grą. W kolejnych latach formy „licz” i „lisz” konkurowały ze sobą. W grach Apostołowie: święte ziemie, SpellForce: Cień feniksa, Bitwa o Wesnoth, The Elder Scrolls IV: Oblivion, Dark Messiah of Might and Magic, Might & Magic: Heroes VI, Heroes of the Storm i Enter the Gungeon stosowano tę pierwszą, w nowych edycjach gier Might and Magic VII: Za krew i honor, Heroes of Might and Magic III, Heroes of Might and Magic II i Might and Magic VIII: Dzień Niszczyciela wydanych przez CD Projekt oraz Heroes of Might and Magic IV, Might and Magic IX, Warcraft III, Disciples II: Mroczne proroctwo, Icewind Dale II, Neverwinter Nights, Might & Magic: Heroes Online, Might & Magic: Duel of Champions, Hearthstone, Might and Magic: Heroes VII i Baldur's Gate III stosowano drugą. W materiałach do trzeciej (2002) i czwartej (2011) edycji Dungeons & Dragons wydawanych przez firmę ISA trzymano się formy „licz”, choć niekonsekwentnie stosowano liczbę mnogą, którą raz zapisywano jako „licze”, innym razem „liczowie”. W piątej edycji Księgi potworów wydanej w 2019 roku przez Rebel zdecydowano się na formę „lisz”.